# خيوط أمعاء القطط

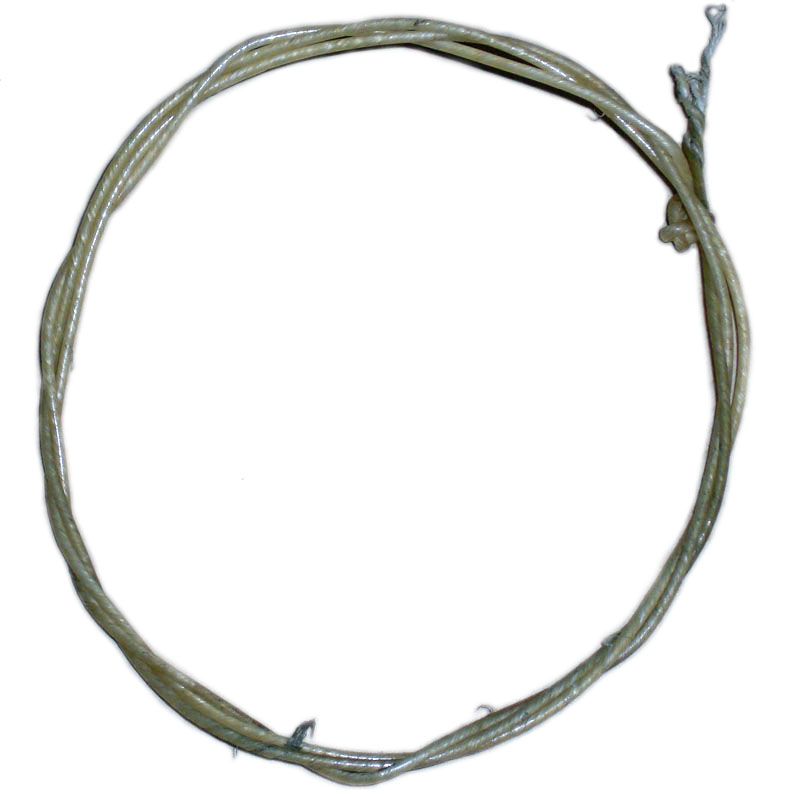
جزء من أوتار التشيلو مصنوع من خيوط أمعاء القطط

خيوط أمعاء القط هو نوع من أنواع الخيوط التي يتم تحضيرها من الألياف الطبيعية الموجودة في جدران الأمعاء الحيوانية. وعادة ما يستخدم صناع الخيوط الجارحية أمعاء الأغنام أو الماعز، ولكن أحيانًا يستخدمون أمعاء الماشية، الخنازير، والخيول، والبغال، أو الحمير. على الرغم من اشتقاق الاسم من القطط (بالإنجليزية: Catgut)، إلا أن الشركات المصنعة للخيوط الجراحية لا تستخدم أمعاء القطط.

## أصل التسمية
وقد تكون كلمة Catgut اختصارًا لكلمة "Cattlegut"والتي أمعاء خيوط الماشية. بدلًا من ذلك، يمكن أن تُستَمد من أصل شعبي من Catstring - والذي يعني خيوط القطط.

## الاستخدامات الشائعة

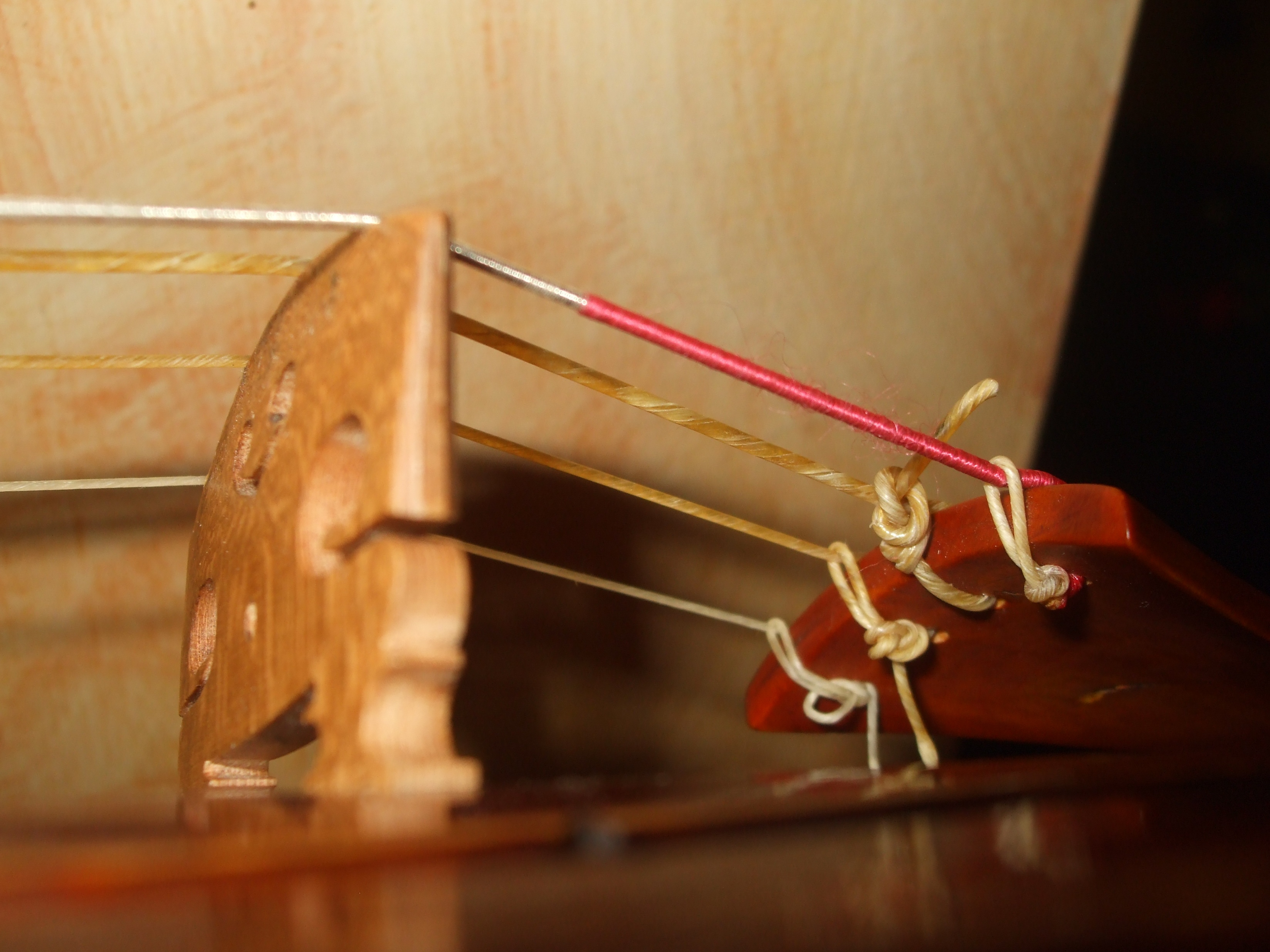
أوتار المان المصنوعة من خيوط أمعاء القطط

### الآلات الوترية
كانت تلك الخيوط تعتبر المادة الأكثر شيوعًا لسلاسل القيثارات، والللوتس، والكمان، والتشيلو، والقيثارات الصوتية وغيرها من الآلات الموسيقية الوترية. معظم الآلات الموسيقية المنتجة اليوم تستخدم سلاسل مصنوعة من مواد أخرى، مثل الصلب أو البوليمر الاصطناعية. سلاسل الوتر هي الخيار الطبيعي لكثير من اللاعبين الكلاسيكيين والباروكي سلسلة، وسلاسل الأمعاء لا تزال الأكثر شيوعا يفضل في الهارب الرافعة لأنها تعطي إيقاعًا أكثر ثراء، وصوتًا أكثر عمقًا بالإضافة إلى كونها عالية والتوتر، وذات ترابط عالي. ابتعد العديد من عازفي الجيتار عن الخيوط المصنوعة من الأمعاء في أوائل القرن العشرين عندما صنع سف مارتن & كومباني سلاسل من الصلب، والتي أعطت حجم أكبر للإيتار. «زاد الطلب على أوتار الصلب من لاعبي الفرق، الذين لم يتمكنوا من جعل أنفسهم مسموع بوضوح دون ذلك». في غضون بضع سنوات كانت غالبية الغيتارات تصنع مع سلاسل الصلب لاستيعاب الطلب. بعد الحرب العالمية الثانية، تحول معظم عازفي الجيتار الكلاسيكي والفلامنكو من خيوط أمعاء القطط إلى سلاسل النايلون الجديدة من أجل الحصول على نعومة أكبر، وقوة التحمل، واستقرار الإيقاع. قبل عام 1900، كانت أفضل سلاسل للآلات الموسيقية تصنع في إيطاليا. يعتقد الموسيقيون أن الأفضل كانت تصنع في نابولي، على الرغم من أن روما وغيرها من المدن الإيطالية أيضا أنتجت سلاسل ممتازة. ويتم إنتاج سلاسل الأمعاء عالية الجودة اليوم في إيطاليا وألمانيا والولايات المتحدة. كما أنها تصنع أيضًا في أماكن أخرى، على سبيل المثال في الهند والمغرب، للاستخدام المحلي.

### خيوط الغرز الجراحية
استخدمت الخيوط المصنوعة من أمعاء القطط في العديد من الاجراءات الجراحية. هناك جدل حول ما إذا كان ينبغي الاستمرار في استخدام أمعاء القطط في المحال طبي، لأن القطن عادة ما يكون أرخص والجروح مغلقة بالقطن أو المواد الاصطناعية تكون أقل عرضة للعدوى. مازالت تلك الخيوط قيد الاستخدام في البلدان النامية حيث تكون أقل تكلفة وأسهل للحصول عليها.

### مضاربالتنس
لا تزال أمعاء القطط تستخدم لصنع شبكات عالية الأداء في مضارب التنس، على الرغم من أنها كانت أكثر شعبية في الماضي، ويجري استبدالها الآن مقابل السلاسل الاصطناعية.

## الإنتاج
يتم إعداد تلك الخيوط بعد تنظيف الأمعاء الدقيقة، وتنظيفها من الدهون، وغسلها في الماء. ثم التخلص من الغشاء الخارجي بسكين حادة، ثم نقعها مرةً أخرى لبعض الوقت في هيدروكسيد البوتاسيوم. الحيوانات العجاف تسفر عن أصعب الأمعاء. بعد ذلك، أنها تُجدل خيوط الأمعاء معا لصنع الأوتار. يتم تحديد قطر الوتر من سمك الأمعاء، وعددها المستخدم في الآلة الوترية. في الكمان، يستخدم فقط ثلاثة أو أربعة خيوط، في حين أن أوتار آلة الباس المزدوج قد تستخدم عشرين وترًا أو أكثر. بعد التواء والتجفيف، يقوم العمال بتلميع الأوتار وضبطها إلى القطر المطلوب. قبل القرن العشرين، كان يتم تفكيك الأوتار ببساطة لتلطيفها. اليوم، بعد التجفيف والتلميع، يقوم العمال بتبييض وتطهير الأوتار باستخدام ثاني أكسيد الكبريت، وصبغها إذا لزم الأمر. يتم التعامل مع خيوط أمعاء القطط عادة مع محلول ملح الكروم لمقاومة انزيمات الجسم، لإبطاء عملية الامتصاص، وتسمى غرز الكروميك -في حين أن الغرز القطنية غير المعالجة تسمى الغرز العادية.